# 梅利莎陨石坑

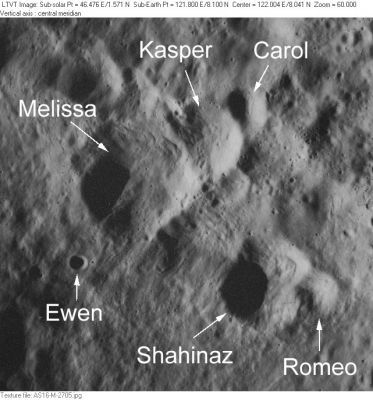
阿波罗16号拍摄的图像

梅利莎陨石坑（Melissa）是位于月球背面赤道附近的一座小撞击坑，其名称取自希腊女性名，1979年被国际天文学联合会正式接受。

## 描述
该陨坑坐落在伊本·弗纳斯环形山北侧坑壁上，是沿该环形山北侧边缘内外分布的一群已命名小月坑之一，它的西北偏西分别为相连的卡罗尔陨石坑和卡斯帕陨石坑、南面则是位于伊本·弗纳斯环形山内的尤恩陨石坑(坑底西北)和沙希纳兹陨石坑及罗密欧陨石坑（坑底东北）。
该群月坑北面横亘了古老巨大的奥斯特瓦尔德环形山及相连的雷希特陨石坑、东南和西南分别坐落了莫罗佐夫陨石坑和金环形山。此外，在西南的金环形山坑内矗立着迪利普山、安德烈山、阿尔达希尔山、迪特山和加瑙山。该陨坑中心月面坐标为8°07′N 121°47′E / 8.12°N 121.78°E，直径17.21公里，深约2.46公里。
梅利莎陨石坑外观轮廓接近圆状，东侧部分覆盖在卡斯帕陨石坑的西侧边缘上，它与卡斯帕陨石坑和卡罗尔陨石坑三者共同构成了一串链坑。该陨坑坑壁最大高出周边地形表面730米，坑底表面相对平坦，没有其它醒目的地貌结构。

## 另请参阅
- Andersson, L. E.; Whitaker, E. A. . NASA RP-1097. 1982.
- Blue, Jennifer. . USGS. July 25, 2007  [2007-08-05]. （原始内容存档于2012-04-08）.
- Bussey, B.; Spudis, P. . New York: Cambridge University Press. 2004. ISBN 978-0-521-81528-4.
- Cocks, Elijah E.; Cocks, Josiah C. . Tudor Publishers. 1995. ISBN 978-0-936389-27-1.
- McDowell, Jonathan. . Jonathan's Space Report. July 15, 2007  [2007-10-24]. （原始内容存档于2012-05-26）.
- Menzel, D. H.; Minnaert, M.; Levin, B.; Dollfus, A.; Bell, B. . Space Science Reviews. 1971, 12 (2): 136–186. Bibcode:1971SSRv...12..136M. doi:10.1007/BF00171763.
- Moore, Patrick. . Sterling Publishing Co. 2001. ISBN 978-0-304-35469-6.
- Price, Fred W. . Cambridge University Press. 1988. ISBN 978-0-521-33500-3.
- Rükl, Antonín. . Kalmbach Books. 1990. ISBN 978-0-913135-17-4.
- Webb, Rev. T. W.  6th revised. Dover. 1962. ISBN 978-0-486-20917-3.
- Whitaker, Ewen A. . Cambridge University Press. 1999. ISBN 978-0-521-62248-6.
- Wlasuk, Peter T. . Springer. 2000. ISBN 978-1-85233-193-1.